# Национальный медицинский исследовательский центр гематологии
Национальный медицинский исследовательский центр гематологии — федеральное государственное бюджетное учреждение в ведении Министерства здравоохранения Российской Федерации. Руководитель — доктор медицинских наук, главный внештатный специалист гематолог Минздрава РФ Паровичникова Елена Николаевна. Предметом и целями деятельности учреждения является проведение фундаментальных и прикладных исследований в области гематологии, трансфузиологии, интенсивной терапии критических состояний, направленных на сохранение и укрепление здоровья человека; развитие здравоохранения и медицинской науки. В состав НМИЦ гематологии входят НИИ гематологии и интенсивной терапии, НИИ трансплантации костного мозга и молекулярной гематологии, НИИ переливания крови им. А. А. Богданова, а также межинститутские научные подразделения и лаборатории. На базе Центра работает Межведомственный научный Совет РАМН и Минздравсоцразвития России по гематологии и трансфузиологии. Центр издаёт журнал «Гематология и трансфузиология». Ведёт секцию гематологии и переливания крови Московского городского научного общества терапевтов. Является клинической базой кафедры гематологии и интенсивной терапии с курсом ревматологии РМАПО и кафедры трансфузиологии факультета послевузовского профессионального образования Первого московского государственного медицинского университета.

## История
В 1926 году в Москве был создан первый в мире научно-практический Институт переливания крови, директором которого был назначен Александр Александрович Богданов (1873—1928). После смерти Богданова руководителем института стал Александр Александрович Богомолец (1881—1946), а с 1930 г. — Андрей Аркадьевич Багдасаров (1897—1961). Внедрение разработанных Институтом научных и организационных методик позволило в годы Великой Отечественной войны осуществить более 7 миллионов гемотрансфузий, перелив около 1,7 млн литров консервированной крови. В 1944 году за эту деятельность Институт был награждён орденом Ленина и стал именоваться Центральный Ордена Ленина Институт переливания крови — ЦОЛИПК (позднее от этой аббревиатуры произошло название разработанных в Институте солевых препаратов моноклональных антител — цоликлонов). После смерти А. А. Багдасарова два последующие десятилетия Институтом руководили А. Е. Киселёв (с 1961 г. по 1972 г.) и O. K. Гаврилов (с 1972 г. по 1981 г.). В 1976 году за вклад в развитие здравоохранения, медицинскую науку и подготовку кадров Институт был награждён орденом Трудового Красного Знамени и получил название Центральный научно-исследовательский институт гематологии и переливания крови (ЦНИИГПК). С 1982 г. по 1987 г. Институтом руководил А. Г. Федотенков. В 1987 году Институт возглавил академик АМН СССР Андрей Иванович Воробьёв. В 1988 году Институт инициировал заготовку компонентов крови с переходом на компонентную терапию вместо цельной крови. В этом же году Институт был преобразован во Всесоюзный гематологический научный центр Минздрава СССР, а в 1991 году Центр перешёл в систему Академии медицинских наук СССР (с 1992 года РАМН). С 2010 года учреждение переведено в ведение Министерства здравоохранения и социального развития России. В 2011 году директором Гематологического научного центра назначен директор НИИ трансплантации костного мозга и молекулярной гематологии, член-корреспондент РАМН Валерий Григорьевич Савченко.

### История названий
- 1926 — Институт переливания крови
- 1938 — Центральный институт переливания крови (ЦИПК)
- 1944 — Центральный ордена Ленина институт переливания крови (ЦОЛИПК)
- 1976 — Центральный ордена Ленина и ордена Трудового Красного Знамени институт гематологии и переливания крови
- 1981 — Центральный ордена Ленина и ордена Трудового Красного Знамени НИИ гематологии и переливания крови Министерства здравоохранения СССР (ЦНИИГПК)
- 1988 — Всесоюзный ордена Ленина и ордена Трудового Красного Знамени гематологический научный центр Министерства здравоохранения СССР (ВГНЦ)
- 1991 — Всесоюзный гематологический научный центр АМН СССР (ВГНЦ)
- 1993 — Гематологический научный центр РАМН
- 1993 — Государственное некоммерческое учреждение «Гематологический научный центр РАМН»
- 2001 — Государственное учреждение «Гематологический научный центр РАМН»
- 2009 — Учреждение Российской академии медицинских наук «Гематологический научный центр РАМН»
- 2010 — Федеральное государственное бюджетное учреждение «Гематологический научный центр» Министерства здравоохранения и социального развития Российской Федерации
- 2012 — Федеральное государственное бюджетное учреждение «Гематологический научный центр» Министерства здравоохранения Российской Федерации
- 12.7.2017 — Федеральное государственное бюджетное учреждение «Национальный медицинский исследовательский центр гематологии» Министерства здравоохранения Российской Федерации (Приказ Министра здравоохранения Российской Федерации № 418)

## Руководство
- с 1926 по 1928 — Богданов (Малиновский) Александр Александрович
- с 1928 по 1931 — Богомолец, Александр Александрович
- с 1932 по 1961 — Багдасаров (Багдасарян) Андрей Аркадьевич
- с 1961 по 1972 — Киселёв, Анатолий Ефимович
- с 1972 по 1982 — Гаврилов, Олег Константинович
- с 1982 по 1987 — Федотенков, Анатолий Григорьевич
- с 1987 по 2011 — Воробьёв, Андрей Иванович
- с 2011 по 2021 — Савченко, Валерий Григорьевич
- с 2021 по настоящее время — Паровичникова Елена Николаевна[7]